# Cazadores de mitos
Cazadores de mitos (en inglés MythBusters) fue un programa de televisión estadounidense y australiano de divulgación científica que fue emitido por Discovery Channel. Estaba protagonizado por los expertos en efectos especiales Adam Savage y Jamie Hyneman ayudados, hasta el final de la temporada de 2014, por Tory Belleci, Grant Imahara y Kari Byron. En el programa, los protagonistas usaban sus conocimientos y habilidades técnicas para poner a prueba la veracidad de las leyendas urbanas y otras creencias de la cultura popular sometiéndolas al método científico. 
El programa se grababa inicialmente en el área de la Bahía de San Francisco, y era narrado por la voz de Robert Lee. Posteriormente pasó a grabarse en Santa Clarita, también  en California.

## Historia
Originalmente el programa fue presentado a Discovery Channel por Peter Rees de Beyond Television Productions en 2002. Discovery encargó entonces los tres episodios piloto. Jamie Hyneman llegó al programa por medio de Rees, quien lo conocía con anterioridad por su aparición en el programa Robot Wars. Adam Savage que había trabajado junto a Hyneman en comerciales de televisión y en Robot Wars, fue elegido por este para copresentar el programa ya que Jamie pensaba que no era lo suficientemente dinámico como para conducir el programa él solo. En julio del 2006 se editó una versión de 30 minutos (en contraposición a los 50 minutos normales) de Cazadores de Mitos que fue emitida por primera vez en el canal BBC Two del Reino Unido.
En octubre de 2015, Hyneman y Savage confirmaron que la temporada decimocuarta, que iba a estrenarse en enero de 2016, sería la temporada final de MythBusters, tras catorce años de emisión. El 6 de marzo de 2016 se emitió el último episodio.
El 25 de marzo de 2016, Discovery Science, anunció que tenía la intención de continuar con la serie, pero con nuevos presentadores, que serían elegidos en un programa de telerrealidad. El programa cuyo final se transmitió el 17 de febrero de 2017, se llamó MythBusters: The Search. Los ganadores, Jon Lung y Brian Louden, ahora son los presentadores de MythBusters, la serie ahora se graba en Santa Clarita, California y en otros lugares del Sur de California. Adam Savage confirmó que él y sus antiguos compañeros no tienen intenciones de reunirse para futuros proyectos en equipo.

## Formato
En cada programa, de unos 45 minutos de duración, se evalúan empíricamente de dos a tres mitos urbanos, creencias populares o rumores que circulan por internet. Generalmente uno de ellos requiere una compleja tarea de investigación, preparación o construcción, siendo el hilo conductor del programa entre el cual se van intercalando los otros mitos que resultan ser más fáciles de comprobar o son visualmente menos espectaculares. Unos pocos experimentos fueron tan complejos que consumieron por completo el tiempo del programa. Un ejemplo así fue el Cohete Confederado (episodio 54), que se basó en la recreación de la falsa leyenda de un misil balístico supuestamente disparado por el ejército confederado desde Richmond (Virginia) a Washington durante la guerra civil norteamericana; otros episodios con un solo mito fueron Torpedos humanos (episodio 49) y El rayo de la muerte de arquímedes (episodio 60). 

### Métodos para verificar los mitos
Los cazadores de mitos generalmente comprueban el mito en dos pasos. En primer lugar, se intentan recrear los hechos tal cual se describen en el mito, en los primeros episodios se llamaba a esto «repetir las circunstancias para reproducir los resultados». Esto implica que el equipo intenta repetir exactamente las situaciones que se relatan en el mito, para ver si los resultados afirmados ocurren. Si falla, intentan ampliar los parámetros para que puedan producirse los resultados descritos. Muchas veces la ampliación de parámetros se realiza hasta extremos, imposibles de alcanzar en la realidad, de forma que quede demostrada la imposibilidad del mito. 
Aunque el equipo no sigue siempre el mismo procedimiento específico de experimentación, la resolución de la mayoría de los mitos implica la construcción de objetos y máquinas para estudiar el mito. Entonces  Jamie y Adam hacen uso de su extenso conocimiento en ingeniería y construcción para desarrollar complejos dispositivos mecánicos con los cuales realizar los experimentos, para ello utilizan su propio taller y a menudo es necesario también construir los escenarios para simular las situaciones del mito. Las acciones humanas a menudo son sustituidas por dispositivos mecánicos por razones de seguridad, para asegurar la exactitud o lograr regularidad en las acciones que se tienen que repetir. Los métodos para comprobar los mitos generalmente se ejecutan de manera que produzcan efectos visuales espectaculares, lo que normalmente implica explosiones, incendios o choques de vehículos, por lo que los mitos o pruebas que requieren explosivos, armas de fuego y colisiones de vehículos son relativamente frecuentes.
Algunas veces los miembros del equipo (generalmente Adam y Jamie) llevan a cabo entre ellos una competición amistosa para ver quien es capaz de conseguir la resolución antes, con mejor resultado o de manera más ingeniosa. Esto es más corriente en mitos cuyos detalles son algo difusos o son complejos de realizar y necesitan de la construcción de artilugios para conseguir el objetivo, por ejemplo en el caso del método para encontrar una aguja en un pajar o construir un planeador de hormigón. 
Los experimentos se realizan en ocasiones dentro del taller de efectos especiales, pero a menudo el equipo necesita realizarlos en el exterior. Muchas de las pruebas realizadas en el exterior se realizaron en el mismo aparcamiento de M5. Un contenedor de carga situado allí sirvió de cámara de aislamiento para muchos de los experimentos peligrosos. A medida que la audiencia y los ingresos aumentaron se pudieron hacer desplazamientos a otras localizaciones e instalaciones especializadas para determinados mitos. 
Los resultados se establecen con mediciones científicas apropiadas para cada experimento. Algunas veces los resultados pueden ser reflejados en mediciones numéricas, usando aparatos científicos corrientes como termómetros para la temperatura o multímetros para medidas de la electricidad. Cuando los resultados no se pueden plasmar numéricamente el equipo utiliza diversos métodos para hacer observables los efectos. Cuando se examinan las consecuencias físicas sobre el cuerpo humano que resultarían demasiado peligrosas para la integridad física de las personas, los cazadores de mitos usan objetos equivalentes. Al principio usaban principalmente maniquíes de pruebas de choque (normalmente uno al que llamaron Buster) para evaluar los posibles traumas. Posteriormente se utilizaron también cadáveres de cerdos para simular mejor la carne, huesos u órganos humanos. Además algunas veces se han hecho moldes de cuerpos humanos o partes de ellos con gel balístico, con huesos reales o simulados en el interior para reproducir efectos en partes del cuerpo específicas.
Para poder determinar los resultados visualmente o simplemente para aumentar la espectacularidad de las imágenes se usan cámaras de alta velocidad en los experimentos y estas imágenes se han convertido en uno de los sellos de distinción del programa. Apareciendo frecuentemente este tipo de secuencias de objetos que se mueven muy deprisa frente a una escala de medición para determinar la velocidad de los objetos. 
Las pruebas largas son editadas a menudo para que su desarrollo se ajuste a la duración del programa de televisión, lo que puede dar la impresión de que los resultados se obtienen de pocas repeticiones o con una base de datos más pequeña de la que realmente hay. Durante el especial de Secuencias eliminadas se afirma específicamente que las pruebas de los mitos y los experimentos se repiten muchas veces y de varias formas diferentes que son imposibles de plasmar en su totalidad durante el programa. Desde el inicio de la quinta temporada se incluyó en los episodios un aviso a los espectadores de que si querían ver las escenas no incluidas de los experimentos estaban disponibles en la página web del programa, además de algunas pruebas adicionales. Aunque Savage ha declarado que no siempre intentan conseguir un número de resultados tan grande que descarte definitivamente cualquier sesgo estadístico.
En respuesta a las críticas recibidas por sus métodos o resultados en algún episodio anterior, el programa ha hecho varios episodios de revisión, en los que el equipo repetía las pruebas o utilizaba un método diferente para obtener nuevos resultados si las reclamaciones recibidas tenían una base suficiente. En estos episodios unos pocos mitos han cambiado el resultado del experimento porque originalmente se había cometido algún error o no se había tenido en cuenta algún parámetro, pero la mayoría de los mitos que se revisaron obtuvieron la misma conclusión que la primera vez.
Existen varios mitos de la cultura popular que los Cazadores de Mitos rehusaron examinar. Unos son los relativos a conceptos paranormales como extraterrestres y fantasmas que no son susceptibles de ser sometidos a las pruebas del método científico. Otros mitos que se han evitado son los que atentan contra la integridad física de animales o personas, o que no pueden ser comprobados en forma segura. Tal fue la ocasión en que los protagonistas se negaron al final a verificar la creencia de que un perro caniche revienta al ser secado en un horno microondas después de bañarlo, a pesar de haberlo anunciado al principio del programa sobre los mitos de los microondas. El libro MythBusters: The Explosive Truth Behind 30 of the Most Perplexing Urban Legends of All Time brinda una lista de otras doce leyendas urbanas que fueron rechazadas (aunque, a pesar de todo, tres de ellas se hicieron finalmente).

### ¿Confirmado, posible o cazado?
Al final de cada capítulo cada mito es clasificado como confirmado, posible o cazado:
Confirmado (Confirmed)
Cuando el mito resulta ser verdadero. Los Cazadores de Mitos son capaces de recrear el resultado esperado con las circunstancias originalmente descritas. Un mito también puede ser confirmado mediante documentación histórica que demuestre que el hecho realmente ocurrió.
Posible (Plausible)
Este criterio se utiliza cuando un mito es posible aunque poco probable, o cuando existe evidencia documentada que sin embargo no ha sido posible replicar por los Cazadores de Mitos. También cuando los resultados deseados no se obtienen con la situación exacta descrita en el mito, pero se consiguen expandiendo los parámetros originales dentro de márgenes razonables. Es decir, si las circunstancias requeridas para que el mito funcione no son prácticas, pero sí posibles, o por la necesidad práctica de establecer parámetros adicionales que pueden o no haber sido parte del mito original. Este criterio se usó a partir de la segunda temporada.
Cazado (Busted)
Aplicado cuando el mito resulta ser falso o imposible. Cuando el resultado no puede ser reproducido con los parámetros originales, ni siquiera al exagerarlos razonablemente, o sucede con parámetros tan inusuales que la probabilidad de la validez del mito es insignificante o totalmente imposible.
Ocasionalmente los Cazadores de Mitos le han dado más de una de estas calificaciones a un mito. Por ejemplo en "Balas Perdidas" evaluaron si una bala disparada hacia arriba puede luego caerle al tirador y matarlo. Le dieron al mito las 3 calificaciones posibles: cazado, posible y confirmado. Cazado porque demostraron que las balas disparadas al aire de forma completamente perpendicular al suelo caerían a una velocidad no letal. Posible porque es mucho más probable que el tirador dispare con un ligero ángulo, donde la bala mantendrá su trayectoria balística y es potencialmente letal al caer, aunque no para el tirador sino para los que le rodean. Y confirmado debido a la existencia de muchos registros de balas perdidas que han matado así a gente. De hecho la mayoría de las municipalidades prohíben expresamente disparar al aire por esta razón.
Cuando los cazadores de mitos recibieron reclamaciones de sus fanes en su foro de discusión en la red, u otras fuentes, diciendo que los experimentos fueron mal realizados o incompletos, el programa revisó varios mitos examinándolos de nuevo. Hasta octubre de 2009 hubo un total de seis episodios dedicados sólo a la revisión (episodios 19, 52, 60, 65, 79 y 91) donde se llevaron a cabo nuevos métodos de prueba o distintas fuentes de información. Hasta la fecha la calificación de cazado se revocó cinco veces, pasando tres a posible, una a confirmado y otra a parcialmente confirmado. El mito del "Cañón de pollos" pasó a ser posible. En "¿Qué es más húmedo?", donde se estimó al principio que corriendo bajo la lluvia nos mojamos más que si se anda, se invirtió el resultado al usar lluvia natural en lugar de artificial confirmándose la creencia. Se puntualizó el resultado inicial obtenido en el mito sobre si se gasta más gasolina conduciendo con las ventanas bajadas o usando el aire acondicionado. Se estableció en la revisión que es más eficiente ir con las ventanas bajadas a velocidades inferiores a 80 km/h y usar el aire acondicionado a velocidades superiores, quedando como posible. También pasó a ser calificado como posible el mito de que un francotirador puede matar a otro apuntando al visor de su teleobjetivo y atravesarlo de un tiro. Cuando se intentó comprobar si es posible sacar a alguien de sus calcetines de un fuerte golpe como ocurre en los cómics y dibujos animados no se consiguió en el primer intento por lo que se calificó como cazado, pero en la revisión consiguieron establecer una situación donde se lograba, por lo que finalmente le pusieron la calificación de parcialmente confirmado. El resto de los mitos clasificados inicialmente como cazados conservaron tal calificación en la revisión. Además el mito del auto que pasaba detrás de un avión a reacción de línea y se volcaba por la fuerza que ejerce el motor del turborreactor acelerando a fondo, que había sido calificado inicialmente como posible se cambió a confirmado cuando usaron el avión entero.

## Reparto

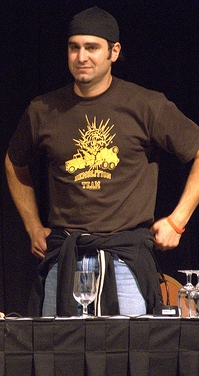
Tory Belleci.

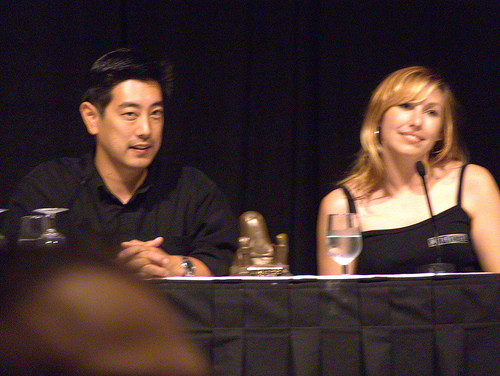
Grant Imahara y Kari Byron.

Gran parte del atractivo del programa viene de la interacción entre Hyneman y Savage, similar a la de un dúo de comedia, donde Hyneman interpreta el papel de hombre serio y Savage el de comediante.
Hyneman y Savage son asistidos por otras personas, en su mayoría por miembros de la compañía de Hyneman M5 Industries, mejor conocidos como "el equipo de construcción". Este equipo apareció en pantalla desde la segunda temporada y tras la tercera temporada pasaron a ser fijos en la plantilla. Entre estos nuevos integrantes del reparto se incluyen algunos aprendices de M5, Salvatore "Tory" Belleci, Kari Byron, el ingeniero eléctrico Grant Imahara, la soldadora y trabajadora de metal Scottie Chapman y la ganadora del concurso del Discovery Channel Christine Chamberlain (comúnmente referida como la "miterna", una palabra compuesta combinación de "mito" e "interna"). Aparecen en el programa otros expertos de campos específicos consultados por los miembros del reparto, supervisándolos o manejando aparatos que necesitan especialistas durante la realización de determinadas pruebas. 
En la mitad de la séptima temporada Kari Byron se aleja momentáneamente del programa debido a que se encuentra en su último trimestre de embarazo, dejándole la posta a Jessi Combs (expresentadora del programa Xtreme 4x4), experta soldadora de autos que ha aparecido también en programas como Overhaulin' y Monster Garage.
En las dos primeras temporadas en el programa aparecía la folclorista estadounidense Heather Joseph-Witham, que explicaba los orígenes de ciertas leyendas urbanas, y testigos de primera mano que alegaban haber presenciado el mito o conocerlo. Esto fue eliminado a partir de la tercera temporada del programa para así centrarse más en el proceso de experimentación.

### Buster

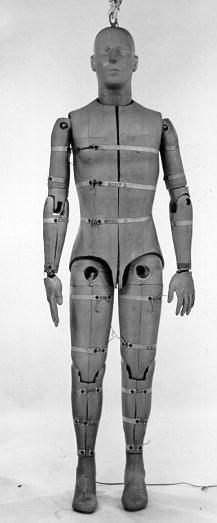
Modelo inicial de Buster.

Buster es el maniquí de prueba de choques usado en muchas de las pruebas más peligrosas del programa. Como testimonio de las peligrosas pruebas a las cuales se ha visto expuesto, Buster ha tenido que ser reparado intensamente en el transcurso de la serie, hasta que quedó totalmente destruido y entonces se dedicó todo un capítulo a su reconstrucción completa y mejora a "Buster 2.0"; ya que después de ser sometido a toda clase de pruebas de alto riesgo como recibir proyectiles, sufrir explosiones e incendios, se había hecho imposible repararlo de nuevo. El actual Buster tiene uniones mejoradas, mayor rango de movimiento, y tiene "huesos" de madera fácilmente reemplazables, diseñados para romperse al mismo grado en que lo hacen los huesos humanos. Además, su nueva carne está hecha de una silicona especial resistente al fuego. 
Hyneman y Savage a veces han adaptado a Buster para que le quepa algún equipo especializado, o para agregarle nuevas funcionalidades específicas adaptadas a un determinado mito: por ejemplo para el propósito de probar el mito de La gota del Puente Martillo fue equipado con un visor de aceleración, mientras que en el especial de la Semana de los Tiburones, recibió temporalmente modificaciones que le permitían golpear tiburones.
La labor de Buster fue complementada con otros tres maniquíes (creados por la compañía Simulaids): Jane, Simulaide Suzy y Rescue Randy introducidos para el mito "Posición de la Abrazadera Asesina".

## Episodios
A continuación se muestra la tabla de episodios del popular programa de divulgación científica de televisión MythBusters, Cazadores de mitos, que se emite originalmente en Discovery Channel.
Los episodios de la serie no tienen un orden sistemático. Además la serie no se emitió con un calendario típico de temporadas. En la página web oficial se clasifican por orden cronológico de emisión según los años, como se dispondrán aquí. En cambio después Discovery agrupó los capítulos en temporadas cuando sacó a la venta los episodios del programa en DVD, donde los episodios tienen numeración diferente porque no se editan ni enumeran los episodios recopilatorios ni los especiales. Además Discovery ha sacado otras colecciones en las cuales se agruparon episodios de forma diferente como las de especiales.
| Temporada | Episodios | Primera emisión          | Última emisión             | Episodios especiales |
| --------- | --------- | ------------------------ | -------------------------- | -------------------- |
| Piloto    | 3         | 23 de enero de 2003      | 7 de marzo de 2003         | —                    |
| 2003      | 8         | 23 de septiembre de 2003 | 12 de diciembre de 2003    | —                    |
| 2004      | 20        | 11 de enero de 2004      | 22 de diciembre de 2004    | 1                    |
| 2005      | 26        | 2 de febrero de 2005     | 16 de noviembre de 2005    | 7                    |
| 2006      | 28        | 11 de enero de 2006      | 13 de diciembre de 2006    | 2                    |
| 2007      | 25        | 10 de enero de 2007      | 12 de diciembre de 2007    | —                    |
| 2008      | 20        | 16 de enero de 2008      | 19 de noviembre de 2008    | 2                    |
| 2009      | 23        | 8 de abril de 2009       | 28 de diciembre de 2009    | —                    |
| 2010      | 25        | 4 de enero de 2010       | 22 de diciembre de 2010    | 2                    |
| 2011      | 22        | 6 de abril de 2011       | 30 de noviembre de 2011    | 3                    |
| 2012      | 20        | 25 de marzo de 2012      | 25 de noviembre de 2012    | 3                    |
| 2013      | 12        | 1 de mayo de 2013        | 17 de octubre de 2013      | 5                    |
| 2014      | 14        | 4 de enero de 2014       | 21 de agosto de 2014       | 1                    |
| 2015      | 14        | 10 de enero de 2015      | 5 de septiembre de 2015    | 1                    |
| 2016      | 12        | 2 de enero de 2016       | 6 de marzo de 2016         | 5                    |
| 2017      | 6         | 15 de noviembre de 2017  | 20 de diciembre de 2017    | —                    |
| 2018      | 8         | 3 de enero de 2018       | 28 de febrero de 2018 (UK) | —                    |

## Advertencias y autocensura
MythBusters ha hecho gran énfasis en la seguridad de los espectadores debido a la naturaleza peligrosa de muchos de los mitos puestos a prueba, a menudo realizados en escenarios cotidianos. Todos los episodios comienzan con un descargo de responsabilidad de Adam y Jamie si se intenta repetir los experimentos del programa, además la mayoría muestra un segundo aviso durante el desarrollo del episodio. Estos avisos no son exhibidos en todos los países o canales que han emitido el programa posteriormente.
La serie emplea la autocensura de lenguaje soez y por motivos de seguridad. Generalmente se evita mencionar los nombres de los ingredientes usados para la fabricación de materiales peligrosos. Las palabras malsonantes se tapan pero no con el típico pitido sino con ruidos graciosos, normalmente que tengan que ver con el mito examinado. Las palabras relativas a actividades u objetos que puedan ofender el pudor del público se mencionan por medio de eufemismos o son referidas con términos estrictamente científicos. Otra forma de este tipo de autocensura se dio en el episodio "Peeing on the Third Rail" (en español, orinar en el tercer raíl) donde el programa censuró la visión de la válvula que hacía de pene en el maniquí. En cuanto a la censura por motivos de seguridad, se distorsionan las etiquetas de los productos químicos que aparecen en pantalla usados para producir materiales peligrosos y sus nombres nunca se mencionan. En general no se enseña como se montan los explosivos ni revelan los ingredientes necesarios para fabricarlos. Por ejemplo en el especial del Hindenburg Adam describió como hacer un compuesto inflamable así: «se mezcla borrón con borrón». El programa deja claro que incluso ellos que son profesionales en ocasiones tienen que pedir permisos especiales o la supervisión de las autoridades locales para realizar determinadas actividades o usar sustancias que están prohibidas en el estado donde se graban los episodios. 
Además no son mencionadas las marcas comerciales de los objetos usados siendo eliminadas distorsionando la imagen o cubriendo con una etiqueta con el símbolo del programa las etiquetas o envases de marcas reconocibles. Sólo se enseña la marca cuando el nombre comercial es parte inherente del mito, como por ejemplo el mito de la Cocacola light y los caramelos Mentos.

## Lesiones y accidentes
Incluso con todas la medidas de seguridad que se toman debido a la naturaleza y métodos de los experimentos de los Cazadores de Mitos se han producido algunas lesiones, fallos y situaciones de riesgo a lo largo del programa. Entre ellas se destacan:
- El labio inferior de Adam fue absorbido por un motor de vacío en marcha mientras estudiaba el dispositivo levitador resultando en un corte. Más tarde explicó en "Descubriendo los Cazadores de Mitos" que quería comprobar si el motor de vacío succionaría su labio pero que no pensó sobre el rápido extractor que contenía.
- Adam perdió algo de pelo en una prueba de explosión en "Destrucción de móvil", en el que proclamó una de sus citas más famosas "¿Acaso me falta... una ceja?", que desde entonces se usa en subsecuentes escenas introductorias del programas.
- Jamie casi se desmaya durante "Coche apestoso". Después de introducir dos cuerpos de cerdos en un coche y cerrarlo herméticamente durante dos meses, el coche acumuló altos niveles de amoníaco que casi le hacen desmayarse cuando entró a sacarlo del contenedor.
- En "Tiro de penique", Jamie modificó una grapadora neumática para disparar un penique. La grapadora se descargó accidentalmente mientras estaba hacia arriba y rompió uno de los tubos de neón del taller, forzando una evacuación temporal debido al vapor de mercurio de la lámpara.
- Adam y Christine sufrieron quemaduras leves en el experimento de "Explotando a Jawbreaker". Christine se llevó la peor parte; el líquido caliente del núcleo del caramelo relleno se derramó en partes de su cara y cuello. Adam dijo luego que el caramelo derretido, alrededor de los 250 °F (121 °C) lo sintió como el napalm, y posteriormente se pusieron máscaras protectoras.
- En la prueba del mito "Cohete Confederado", Adam y Jamie subestimaron seriamente el poder de su cohete casero y decidieron probarlo puertas adentro, como resultado, Jamie casi es alcanzado por la explosión y varios objetos se incendiaron, incluyendo el aerodeslizador de Adam. El resto del taller de experimentos fue afectado por la masiva cantidad de humo, posiblemente tóxico, causado por este incidente, forzando una evacuación temporal.
- En el especial de Superhéroes, Jamie realizó la prueba de ascender rápidamente con una cuerda, tan sólo con la ayuda de un pequeño motor en su brazo. Logró subir con velocidad apreciable pero el motor no tenía velocidad de retroceso por lo que tuvo que cortar la cuerda y debido al peso de su cuerpo terminó golpeándose y cortándose la nariz.
- En el capítulo del Boom Catapulta, a Kary le salta gasolina en el ojo, lo que resultó en una considerable irritación.
- En el capítulo sobre embriagarse y volver a la sobriedad, durante el ejercicio de correr Adam se tambalea perdiendo el equilibrio y cae "graciosamente" pero sin ninguna herida.
- En el episodio "Naipes asesinos" Jamie recibió algunos cortes en el abdomen y brazo derecho al ser alcanzado por varios naipes.
- En cuatro ocasiones Tory recibió lesiones leves. Cuando comprobaron el mito de la batería antigua (episodio de Baterías de Bagdad) en el arca de la alianza, él (también Adam y Scottie) recibió una descarga de alto voltaje, de un transformador para cercas de ganado que conectaron a la pila del mito. En otro episodio, cuando él colgaba de una cadena a baja altura, sujeta de un montacargas, esta se soltó y le dio un fuerte golpe en la cabeza y a la vez él cayó al suelo. También se golpeó fuertemente la cara, al caer al suelo luego de saltar en bicicleta una rampa. En el capítulo del giro del columpio en 360 grados, mientras hacia una prueba se rompió una de las cuerdas del columpio lo cual le causó una gran caída (aunque había una colchoneta en la parte inferior).
- El 6 de diciembre de 2011, mientras se rodaba el episodio Cannonball Chemistry, se lanzó por accidente con un cañón de construcción casera un proyectil a un barrio residencial de Dublin (California). Nadie resultó herido pero el cañonazo causó considerables daños en el muro de una casa y un coche.[12][13]

## Cameos y apariciones estelares

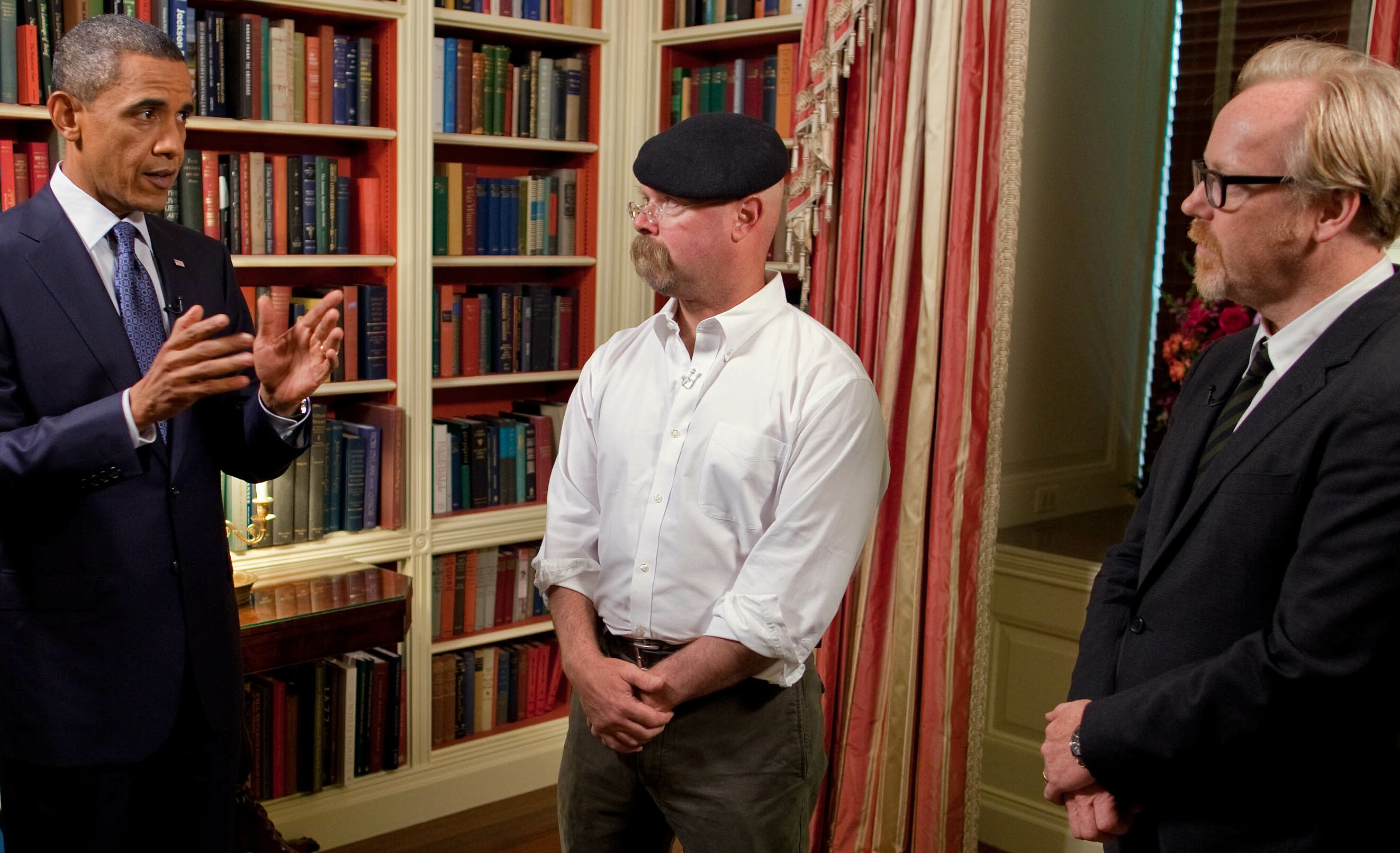
Obama con Adam y Jamie.

- Adam y Jamie aparecen en el capítulo 15 de la 8.ª temporada de la serie C.S.I. Las Vegas.
- También aparecen en la película Los premios Darwin como vendedores de excedentes militares. Precisamente venden un cohete JATO correspondiente al conocido Premio Darwin de un cohete en un coche, que fue su primer mito puesto a prueba y que les otorgó la fama.
- El presidente Obama participó como invitado especial en uno de los programas proponiendo un desafío a los cazadores de mitos. Les planteó que intentaran por tercera vez producir el rayo solar de Arquímedes, esta vez con 500 espejos.
- En el capítulo 13 de la temporada 23 del programa Los Simpson la familia Simpson asiste al programa de Adam y Jamie, lo que motiva al personaje de Bart Simpson a desmentir aquellos mitos existentes en la escuela primaria de Springfield.
- En la serie animada de Cartoon Network y Warner Bros, Mad, aparecen en una versión animada Adam y Jamie tratando de desmentir o probar los mitos de la antigua Grecia tomando los sucesos de la película Furia de titanes 2 en el sketch de "Asesinos de mitos en la Antigua Grecia".

## Regreso y spin-offs
El 31 de marzo de 2016, se anunció que Discovery Science estaba planeando un reality para encontrar a los nuevos presentadores de MythBusters. La serie se llamó MythBusters: The Search.
En septiembre de 2016, se anunció que Kari, Tory y Grant
protagonizarían un nuevo programa científico para Netflix llamado White Rabbit Project, cuya primera temporada se estrenaría en diciembre de 2016.
La serie fue producida por Beyond International Group, que también produjo Mythbusters. No fue renovado para una segunda temporada.
El 28 de marzo de 2017, Discovery informó que la nueva temporada de MythBusters estaría en su próximo calendario de 2017-2018, con los nuevos presentadores Brian Louden y Jon Lung. En julio de 2017, en la conferencia Television Critics Association, el canal Discovery Science  anunció que estrenaría el regreso de la serie con una temporada de 14 episodios, el 15 de noviembre de 2017.
En abril de 2018, Nancy Daniels, directora de marca de Discovery Networks, anunció otra serie llamada, Mythbusters Jr. que se estrenaría en el cuarto trimestre del año, con una primera temporada de diez episodios, la serie es producida y presentada por Adam Savage. En la nueva serie se le dará a seis niños la oportunidad de mostrar su ingenio y sus habilidades de STEAM (Ciencia, Tecnología, Ingeniería, Artes y Matemáticas).